# 이상벽
이상벽(李相璧, 1947년 8월 28일 ~ )은 대한민국의 방송인, 연예평론가, 수필가, 사진작가로, 본관은 경주(慶州)이며 황해남도 옹진군(출생 당시 황해남도 옹진군) 출신이다.

## 생애
홍익대학교 산업디자인학과를 나온 그는 1968년 세시봉 클럽 MC 데뷔하였다가 1970년 3월부터 이듬해 1971년 11월까지 군 복무 이행 이후 잡지 기자와 연예평론가로 활동하다가 방송을 진행하면서 전문적인 방송진행자가 되었다. 그의 딸인 이지연은 KBS 아나운서 출신으로 그가 10여년 동안 진행해 왔던 아침마당 토요특집을 2007년부터 한때 진행한 적이 있으며, 2014년 KBS에서 퇴사하고 프리랜서를 선언했다.
한편 이상벽은 군 복무 당시 ROTC 7기로서 장교로 병역을 이행하여 1970년 5월부터 1970년 12월까지 7개월간을 베트남 전쟁에 참전하였으며, 뽀빠이라는 닉네임으로 유명한 방송인 이상용은 그와 동성동본(同姓同本)일 뿐 아니라 그의 ROTC 선배이기도 하다.
방송 경험담을 수필로 발표하기도 하였으며, 최근에는 사진 기법을 익히기도 하여 사진작가의 입장으로써 풍경 사진전을 열기도 하였다.

## 방송
- 《내 몸 사용설명서》
- 《해피타임》
- 《MBC 가요콘서트》
- 《KBS 연기대상》- (MC, 전혜진 1994년 ~ 1995년)
- 《밤의 이야기쇼》
- 《아침마당》 - (전mc,현 생생토크 출연)
- 《TV는 사랑을 싣고》
- 《사람향기 폴폴》
- 《추석특집 스타 패밀리 쇼》
- 《이상벽의 가요중심》
- 《KBS 연기대상》
- 《나의 사랑 나의 가족》
- 《연예가 산책》
- 《유쾌한 스튜디오》
- 《주부 가요열창》
- 《이상벽의 살맛나는 세상》
- 《주사타파》
- 《구원의 밥상》
- 《이상벽의 뉴스매거진 오늘》
- 《세모방: 세상의 모든 방송》
- 《얼마예요?》
- 《도전! 주부가요스타》
- 《불후의 명곡: 전설을 노래하다》
- 《한국기행》 한반도 평화기행 - 나의 두번째 고향은, 교동도 / 한반도 평화기행 - 내일의 기적, 파주
- 《TV쇼 진품명품》
- 《2TV 생생정보》
- 《복면가왕》

## 광고
- 금영 금영뮤직파트너
- 럭키 럭키 죽염 치약
- 쿠쿠
- 조양의료기
- 한방흙침대 (부산 지역용 광고)

## 상훈
- 1986년 MBC 방송연기대상 MC부문 우수상
- 1988년 MBC 방송연기대상 MC부문 우수상
- 1997년 문화체육부장관표창
- 1998년 제25회 한국방송대상 사회상(한국방송협회)
- 1999년 기독교문화대상 방송부문
- 2002년 MBC 명예의 전당
- 2005년 신의주학생의거기념 청년의 날 대통령상(통일사업공로)

## 학력
- 숭문중학교 졸업
- 숭문고등학교 졸업
- 홍익대학교 산업디자인학과 학사

## 인간 관계
- 포크 팝 가수 송창식, 이장희, 윤형주, 김세환과 절친한 친구 관계이다. 그 외에 포크 팝 가수 양희은, 연극배우 양희경 자매와 가수 조영남, 포크 팝 가수 김도향, 포크 록 가수 한대수와도 사적 친분이 두텁다.

## 저서
- 이상벽의 연예수첩
- 부리로 선 앵무새(칼럼집)
- 오늘은 여기까지입니다(수필집)